# Киселёвка (приток Белой Холуницы)
Киселёвка, Кислевка — река в России, протекает в Белохолуницком районе Кировской области. Устье реки находится в 42 км по левому берегу реки Белая Холуница. Длина реки составляет 10 км.
Исток реки в лесу северо-западнее села Пантыл (Гуренское сельское поселение) и в 15 км к юго-западу от центра города Белая Холуница. Река течёт на северо-восток, населённых пунктов на берегах нет. Приток — Тузиха (левый). Впадает в Белую Холуницу у нежилой деревни Кинчино западнее города Белая Холуница.

## Данные водного реестра
По данным государственного водного реестра России относится к Камскому бассейновому округу, водохозяйственный участок реки — Вятка от истока до города Киров, без реки Чепца, речной подбассейн реки — Вятка. Речной бассейн реки — Кама.
Код объекта в государственном водном реестре — 10010300212111100032263.